# 가면라이더 블랙 RX
가면라이더 블랙 RX(일본어: 仮面ライダーBLACK RX 카멘라이다 브락쿠 아루엑쿠스[*], 영어: Kamen Rider Black RX)는 1988년 10월 23일부터 1989년 9월 24일까지 TBS 계열로 매주 일요일 10:00 - 10:30(JST)에 전 47화가 방송된 토에이·MBS 제작의 특수 촬영 TV프로 및 작중으로 주인공이 변신하는 히어로의 명칭이다.
마이니치방송이 제작에 종사한 마지막 가면 라이더 시리즈인 것과 동시에 원작자인 이시노모리 쇼타로 본인이 직접 관여한 마지막 TV시리즈이다.

## 시놉시스
가면라이더 BLACK = 미나미 코타로가 암흑 결사 고르곰을 멸망시키고 반년이 지났다. 그 싸움으로 심신에 상처를 입은 코타로는, 숙부인 사하라 슌키치의 곁에서 몸을 의지한다. 그리고 그의 항공 회사에서 헬리콥터 파일럿이라는 일자리를 얻어 평화로운 날들을 보내고 있었다.
어느날, 그는 빛나는 3개의 이상한 말뚝을 목격. 말뚝을 설치하는 괴인의 목격 정보를 얻고 조사를 실시하던 도중, 괴마계에서 나타난 크라이시스 제국의 전선기지인 크라이스 요새로 납치당한다.
거기서 크라이시스군 사령관 쟈크 장군은 코타로에게, 크라이시스 제국의 첨병이 되어, 지구의 전인류를 말살할 것을 요구한다. 하지만, 코타로는 이것을 거부한다. 쟈크 장군은 코타로의 BLACK으로의 변신 기능을 파괴하고 우주 공간으로 추방한다.
우주 공간으로 내던져진 코타로는, 생명의 근원인 「태양의 돌」= 킹스톤이 태양광선을 받아 진화해, 가면라이더 BLACK RX로서 다시 태어났다. 자신의 몸의 변화에 놀라는 RX의 곁으로 과거의 파트너 · 배틀 호퍼도 아크로밧타로서 다시 태어나 달려온다.
이리하여, 태양의 아들 · 가면라이더 BLACK RX와 크라이시스 제국과의 싸움의 포문이 열렸다.

## 주요 등장 인물
- 미나미 코타로 / 가면라이더 BLACK RX

전작부터 이어서 등장하는 주인공. 고르곰을 멸망시켜 일본이 평화를 되찾은 후, 숙부인 사하라의 곁에서 헬리콥터 조종사로서 새로운 생활을 보내기 시작했다. 새로운 침략자인 크라이시스 제국의 습격에 의해, BLACK으로의 변신 기능이 파괴되어버리지만, 지구의 그림자에 의해서 발생한 태양광선에 의한 일식의 빛을 직접 받은 것에 의한 에너지의 과부화와 킹스톤의 힘에 의해 새로운 모습 · 가면라이더 BLACK RX로 변신하는 능력을 얻는다.
식객의 몸이라곤 해도 가족을 얻고, 새로운 생활 속에서 본래의 밝고 쾌활한 성격을 되찾지만, 고르곰과의 싸움, 특히 형제나 다름없는 아키즈키 노부히코(=쉐도우 문)와의 싸움으로 입은 마음의 상처가 결코 얕지 않은 것을 보이거나 고독하게 되는 것을 극단적으로 무서워하거나 하는 점이 있다. 그러나, 평화를 지키려는 강할 결의와 동료들의 지탱 아래, 과감하게도 크라이시스 제국에 싸움을 건다. 역전의 경험 때문인지, 책략을 이용해 크라이시스를 희롱한다는, BLACK 시절에는 없었던 일면도 보였다.
변신 전이라도 보통 사람을 웃도는 신체 능력을 가져, 본작에서는 5분간 호흡을 정지하는 것도 가능하다는 것이 묘사되고 있다.
- 시라토리 레이코

코타로의 여자친구로 동료이기도 한 카메라맨. 성격은 대장부형으로 남을 잘 돌보고, 야무진 면도 있어, 코타로 일행을 종종 여러 가지 장소에 끌고 돌아다니고는 크라이시스의 음모에 말려든다.
제29화에서 마토바 쿄코와 함께 코우타로가 RX인 것을 알고, 싸움에 몸을 던질 각오를 하고 공수도 훈련을 한다. 그 연습의 시점에서 검은 띠를 착용하고 있던 것으로 보아, 원래 공수도에 소양은 있었던 것 같다.
카메라맨이기도 해서, 이상한 사건이 일어나면 크라이시스의 소행이라면 하고 코타로에게 자주 말하고 있다. 코타로와의 관계는 친구 이상 연인 미만이라는 느낌이지만, 때때로 사이가 좋은 것을 어필하는 묘사도 보였다.
- 안개의 죠

제15화부터 등장. 크라이시스에 의해서 개조된 지구인으로, 개조 수술 때문에 과거의 기억을 모두 잃고 있다. 카스미류 권법의 사용자로, 차를 주력 무기로 삼고 있는 것 외, 폭발물의 취급에도 뛰어나다.
첫등장 당초에는 괴마계에서 만난 코타로와 같은 지구인인 것으로 의기투합해 행동을 같이 하지만, 실은 크라이시스 제국의 괴마로봇 · 넥스티커에 의해서 조종되고 있어, 코타로를 향한 자객으로서 보내졌다. 후에 세뇌가 풀리고 나서는 동료가 되어, 코타로를 「형님」이라고 따르며 함께 크라이시스 제국과 싸우게 된다.
대충사는 성격으로, 아르바이트로 고용된 고로의 식당에서도 접객 태도를 주의받고 있었다(제26화). 또, 코타로와는 대조적으로 게스트 캐릭터인 아이에 대한 취급 · 접근법도 극히 난폭하다(제23, 24화). 그 일면에 코믹컬한 면도 보여 종종 주변을 화기애애하게 만들었다.
보스건과의 싸움으로 중상을 입어, 일시적으로 전선 이탈(제26화)을 피할 수 없게 되지만, 종반에서 재차 복귀(제37화)를 완수한다.
제21화에서는 죠가 크라이시스에 있던 무렵에 약혼을 한 레이카족의 세이라라고 하는 여성이 등장해, 크라이시스 제국 타도를 달성한 그 날에 만날 약속을 했지만, 크라이시스 제국 괴멸 후, 자신은 「잃어버린 기억을 찾아 여행을 떠난다」라고 말하고 있어서, 그 후의 관계는 불명.
- 마토바 쿄코

제29화부터 등장한 여자 중학생. 부모님을 크라이시스에게 살해당하고 원수를 갚기 위해서 싸움의 참가를 결의. 그 경우는 작중에서 직접적인 언급은 없지만, 본작 후반에 공투하는 가면라이더 V3(카자미 시로)와도 통하는 면이 있다.
조용한 소녀지만 마음은 강하고, 부모님의 원수를 갚고 싶다는 일념으로 초능력 개발의 특훈에 힘쓰거나 완전히 무력했던 무렵에도 부모님의 원수인 괴마이생수 문데간데에게 「아빠랑 엄마를 돌려줘!」라며 따지거나 했다. 특훈의 끝에, 제30화에서 결국 염동력과 물을 조종하는 능력, 물을 통한 원격시 능력이나 물을 만들어 내는 능력을 몸에 지니고 RX에게 협력한다. 하지만, 능력을 다용하면 체력을 큰게 소비해 버린다.
제38화에서 재등장, 자신있는 양궁도 피로하고 있어, 전사로서도 충분한 전력으로 전선에 참가. 그 솜씨로 RX의 궁지를 구한 적도 있다. 단신으로 크라이시스의 부대에 스파이로 잠입하거나 아지트를 공격하거나 하는 등의 용기와 행동력도 보였다.
크라이시스 제국이 괴멸 한 후에는 마찬가지로 부모를 잃은 사하라 남매의 모친 대신으로 같이 살게 된다.
- 사하라 슌키치

코타로가 일하는 항공 회사 사장으로, 코타로의 숙부에 해당된다. 고르곰과의 싸움에 의해서 심신이 모두 엉망진창이었던 코타로를 숨겨주어, 회복시킨 제일인자. 코타로가 헬기의 면허를 가지고 있는 것도 「코타로에 사는 보람을 갖게 하고 싶다」라는 그의 생각에 의한 것이다.
과거의 타치바나 토우베, 타니 겐지로와 같은 포지션에 해당되지만, 그들처럼 라이더의 좋은 이해자는 아닌데다가, 협력해 싸우는 일은 없고, 코타로가 RX인 것도 끝까지 몰랐다. 한 번 딸 히토미가 코타로가 RX라고 실수로 말해버렸던 적이 있었지만, 「무슨 바보 같은 소리를」이라며 웃어넘기고 있다.
- 사하라 우타코

슌키치의 아내. 슌키치와 같이 코타로를 지지하지만, 코타로의 주위에서 일어나는 이상한 사건에, (그를 포함해) 수상함을 느끼고 있는 부분도 있다. 슌키치와는, 생각이 엇갈리면 종종 싸움을 일으키고 있다. 슌키치와 같이, 코타로가 RX인 것을 끝까지 몰랐다.
- 사하라 시게루

사하라가의 장남. 우주비행사가 되는 꿈을 가지고 있는, 무분별하면서 용감한 소년. 코타로를 존경하고 있다. 당초보다 종종 크라이시스의 음모에 말려드는 경우가 많았지만, 괴마계에 납치당했을 때에 코타로가 RX인 것을 안다.
- 사하라 히토미

시게루의 여동생. 오빠보다 착실한 아이이다. 가로니아 공주의 대역으로서 크라이시스에게 유괴된 후, 성인의 모습이 된 상태로 가로니아 공주로서 세뇌되어 공격을 한 적도 있다.
- 고로

사하라 항공의 식당에서 일하는 요리사. 코타로에 협력해 크라이시스에 맞서는 일면을 보이기도 하지만, 엄청난 상황에 처하는 경우가 많다. 하지만, 가이나닌포가 가면라이더 1호로 변해 있는 것을 재빨리 알아차리는 등, 날카로운 통찰력을 가지고 있다는 일면도 있다. 도중부터는 코타로가 RX인 것도 알았다.
- 햐아미즈 햐아토

초반의 레귤러격인, 경위. 보통 사람과 동떨어진 능력을 가진 코타로를 의심스럽게 생각해 쫓아다니지만, 그 때문에 크라이시스의 작전에 말려들어 엄청난 상황에 처하는 경우가 많았다. 제12화 이후는 등장하고 있지 않다.
※10인의 라이더
전전작 「10호 탄생! 가면라이더 전원 집합!!」까지 등장한, 역대의 가면라이더들. 세계 각지에서 크라이시스와 싸우고 있었지만, 크라이시스의 일본 총공격을 예기해 애리조나에 있던 1호의 곁으로 집결. 공동의 특훈을 거친 후에 해외로부터 귀국해, RX와 공투 한다. 출연자의 형편상, 슈트 액터의 연기와 애프터 레코딩에 의한 등장이었다.
- 가면라이더 1호 / 혼고 타케시

전투시는 솔선해 적에게 맞서는 등, 명실공히 RX를 포함한 11인의 가면라이더의 리더격이다.
- 가면라이더 2호 / 이치몬지 하야토

1호와는 본래 대등한 관계이기도 해, 본작에서도 11인 라이더의 서브 리더격이다.
- 가면라이더 V3 / 카자미 시로

1호와 2호의 부재시에는, 역대 가면라이더의 리더를 맡는다. V3 자신도 직접 언급하고 있지 않지만, 마토바 쿄코나 사하라 남매 등 본작에서 공투 혹은 구출한 협력자 중에는, 본모습인 카자미 시로로서의 경우가 비슷한 사람이 있다(가족을 비밀 조직에 살해당했다는 의미로).
- 라이더맨 / 유우키 죠지

과거 V3와 함께 데스트론과 공투한 관계도 있어, 본작에서도 콤비로 쟈크 장군이 변신한 괴인 · 쟈크미드라와 싸웠다.
- 가면라이더 X / 진 케이스케

주요 무기인 「라이돌 스틱」을 구사해 싸웠다. 라이더 사이에서는, 아마존과의 제휴가 많았다.
- 가면라이더 아마존 / 야마모토 다이스케

적지 잠입 시에, 선도역으로서 다른 라이더들을 유도했다.
- 가면라이더 슈퍼 1 / 오키 카즈야

RX구출 시에, 눈속임을 위해 냉열 핸드로 적의 발밑을 공격하고 있다.
- 가면라이더 스트롱거 / 죠 시게루, 스카이 라이더 / 츠쿠바 히로시, 가면라이더 ZX / 무라사메 료

이 3명은, 전투시에도 특별히 눈에 띄는 활약은 없었고, 대사도 적었다.

## 적 조직
- 크라이시스 제국

암흑결사 고르곰 괴멸로부터 반년 후에 지구에 나타난 이차원 세계인 괴마계에 존재하는 제국. 문명의 발전과 함께 오염이나 사막화라는 환경 파괴가 진행되었기 때문에, 지구의 전인류를 말살해 신민 50억명을 이주시키려는 계획을 짜, 그 전략 기지를 확보하기 위해서 일본을 노린다. 본격적인 침공 이전에, 적어도 10년 전부터 계획을 진행시키고 있었던 것 같다(제24화). 크라이시스 황제의 명을 받은 쟈크 장군의 지휘아래, 4대 대장이 각각의 부하인 괴마전사를 이용해 작전을 전개했지만, RX의 활약에 의해 작전은 지지부진하며 진행되지 않고, 이 때문에 중반 이후는 황제 직속의 사찰관 · 다스마다 대령이 추가됐다.
최종 결전에서, 다스마다는 「괴마계와는 지구와 쌍둥이의 혹성이며, 지구인의 환경오염에 의해서 쇠망됐다」라고 RX에게 고했다. 다만 이것은 궁지에 몰린 다스마다가 지구인에게 죄를 뒤집어씌워, RX를 동요시키기 위해서 한 거짓말이었다는 설도 있다. 크라이시스 황제의 난폭한 개발정책으로 괴마계에 위기가 찾아왔다고 하는 제3화의 왈드 박사의 증언도 존재한다
- 크라이시스 황제

1000년 전에 괴마계에 나타나 크라이시스 제국을 세운 수수께끼의 지배자. 전능한 신으로서 두려워 해서 그 모습을 본 사람은 없었지만, 최종회에서는 거대한 얼굴뿐인 괴물이라는 정체를 드러낸다. 신체 중에 난 무수한 가시의 사이에서 촉수를 뻗어 상대를 포박하는 것 외에, 눈이나 입 등에서 쏘는 강력한 파괴 광선을 무기로 삼는다.
최후는 볼틱 슈터와 킥으로 약해진 곳을 리볼케인에 관통당해 「인간이 있는 한 다시 괴마계는 태어나고 지구를 덮친다. 모든 것은 너희 인간놈들의 죄다!!」라는 말을 남기고 괴마계와 함께 소멸했다.
역대 가면라이더가 싸워 온 조직(쇼커~바단)을 조종하고 있던 대수령과 소리가 같지만, 10인 라이더로부터의 지적은 없다.
- 쟈크 장군

제국 제일의 무인이자 크라이시스 지구 공격 군단의 최고 사령관.
실패한 자에게는 벌을 준다는 엄한 면도 있지만, 부하를 감싸기도 하는 등 온정이 많고, 또 태생 등을 묻지 않고 인선을 실시하는 공평함도 가진다. 리더로서의 의식도 강하고, 부하들의 무단 행동을 엄격하게 다스리는 것 외에, 게도리안 사후 무단으로 가테존이 단독으로 RX에게 일대일 대결을 신청했던 것에 관해서는, 룰을 어지럽혔다 해서 엄벌로 임했다. 이러한 성격으로 인해, RX도 최종 결전에 임하여 「사악한 황제를 섬기는 것이 너의 불행이다」라는 확실한 평가를 해주었다.
황제로부터 지팡이를 받아 이 지팡이에서 나오는 빔으로 보스건의 괴마번개검을 파괴한 것 외에, 이 빔을 부하에게 벌로도 사용하고 있다. 최종 결전에 즈음해 크라이시스 황제에 의해서 개조되어 최강 괴인 「쟈크미드라」로서 RX에게 싸움을 걸었지만, 전능력을 가지고도 쓰러트리지 못하고 다스마다에게 버림받아 「아무리 너라도 크라이시스 황제에게는 이길수 없다」라는 말을 남기고 큰 웃음과 함께 폭사했다.
- 국무대신 로봇 챠크람

쟈크 장군에게 정보를 제공하는 역할을 담당하는 소형 로봇. 영어 섞인 말투가 특징.
항상 공중에 부유하고 있어, 지구 침략을 위한 데이터가 인풋되어 있지만 도움이 된 점이 그다지 보이지 않는다. 최종화에서 크라이스 요새에 잠입한 RX에게 쓰러졌다.
- 4대 장군

지구 공격 군단에서, 실제로 전투나 작전의 실행에 임하는 4개 부대의 대장. 모두 뒤떨어지지 않는 실력의 소유자이지만, 공명심의 힘 때문인지 서로 아군이라고 생각되지 않는 언동을 반복하는 경우가 많아, 그 때문에 실패로 끝난 작전도 적지는 않다.
- - 해병대장 보스건

나이트라는 칭호를 가진 4대 대장의 1인. 괴마계 제일 검사로, 단검이나 장검, 「전자파검」등을 구사해 RX와 종종 검을 섞었다. 붉은 바이저의 헬멧과 같은 두부의 이마에는 작은 인면이 있어, 거기에서 말을 한다.
귀족 출신이기 때문인지 매우 프라이드가 강하고, 로봇인 가테존이나 순수한 크라이시스인이 아닌 게도리안을 업신여기고 있다. 기사 같은 행동거지, RX와의 직접 대결을 고집하는 자부심 강한 전사로서의 면을 나타낸다. 그 반면에 영달의 찬스나, 프라이드에 상처를 입었던 때에는 비열한 수단을 불사하는 경우도 있었다.
거듭되는 RX의 작전 방해에 화가 치밀어, 로보 라이더의 장갑도 베는 「괴마번개검」으로 스스로 RX에게 도전한 것도, 결과적으로는 안개의 죠를 전선 이탈시켰을 뿐이고 괴마번개검도 쟈크 장군에게 꺾여 버렸다. 그 후 「전자파검」을 무기로 삼지만 그란자이러스의 대두에 초조함을 느껴 RX에게 마지막 일대일 대결을 신청하지만, 검 실력의 차이를 보게 되어 리볼케인의 2단 찌르기에 패사.
- - 첩보참모 마리바론

귀족 출신인 4대 대장의 1인. 이차원 공간을 몇백년이나 떠돌아, 백수종류의 요마력을 몸에 익힌 여전사로, 변신 능력도 가지고 있다. 전투시에는 그 요술 외에, 투구의 황금 날개와 빔 채찍을 조종하는 공격을 자랑으로 여기고, 분노가 정점에 달하면 눈이 붉게 빛난다.
첩보망을 펼쳐 많은 작전 정보를 제공하고, 쟈크 장군이나 다른 대대장에게 작전을 진언하는 등, 「첩보참모」의 이름에 적당한 행동을 보였다. 서로 반목하는 일이 많은 4대 대장 중에서 비교적 가테존과는 사이가 좋고, 공동 작전을 행하는 경우도 많다. 또 제국을 향한 충성심은 두텁고, 그 요술과 여러 가지 책략으로 코타로를 괴롭혔다.
냉정 침착한 지략가이지만, 중요한 장면에서 기학심이나 복수심 등의 사적인 감정이 이겨버리는 단점이 있어, 코타로나 그 동료를 죽일 찬스를 놓치고, 적의 앞에서 중요 기밀을 말하는 등의 경박한 미스도 눈에 띄었다. 종반에서는 바이오 라이더에게 한쪽 눈을 다쳐 안대를 착용하게 되었다. 4대 대장 중에서는 가장 오래 살아 남지만, 크라이시스의 적인 코타로를 회유하려고 한 크라이시스 황제에게 반항했기 때문에 처형당했다.
쟈크 장군을 향한 충성심은 괴짜들인 4대 대장 중에서 가장 두껍고, 쟈크 장군의 생명에 위험이 다가오면 넋을 잃고 장군의 목숨을 구할 것을 청하는 장면도 볼 수 있었다. 반대로 장군으로부터의 신뢰도 강하고, 몇번이고 처형의 위기에서 구해지고 있다.
- - 기갑대장 가테존

4대 대장의 1인으로, 출신 불명의 로봇. 모노아이의 머리 부분과 가죽 점퍼 복장이 특징으로, 머리 부분을 분리시켜 바디만을 움직일 수도 있다. 전투에서는 레이저 건을 사용하는 것 외에, 애용하는 바이크 스톰 대거를 몰고, 부하인 괴마로봇과 함께 싸우기도 한다.
독불장군인 한편 니힐한 성격으로, 지위보다 RX 타도를 우선시하기 때문에, 폭주해서 스크랩 처분된 괴마로봇, 스크라이드를 쟈크 장군의 명령을 거역하고 부활시킨 것 외에, 자신이 양성한 괴마로봇을 살리기 위해서 쟈크 장군의 분노를 사면서까지 다스마다와 결탁한 적도 있다. 또, 제39화에서는 자신의 캐릭터와는 꽤 동떨어진 노인의 모습을 한 인간체를 피로했다.
최후에는, 대장의 자리를 버리고 다스마다와 결탁해 입수한 크라이시스 차저로 강화된 네오 스톰 대거를 만들어, 최강의 괴마로봇 · 헬가뎀과 함께 승부에 임했다. RX를 궁지로 몰아넣지만, 마토바 쿄코 등에게 방해받았기 때문에 형세가 역전되어버려, 네오 스톰 대거는 RX에게 파괴된다. 마지막 수단으로서 머리 부분만 떼어내, 스스로의 바디를 자폭 장치로 삼고 RX를 재사지내려고 하지만, 바이오 라이더로 탈출해 실패. 머리 부분에 RX킥을 맞아 「지옥에서 기다리고 있겠다, RX!!」라는 말을 남기고 폭사했다.
- - 아(牙)대장 게도리안

4대 대장의 1인. 이마나 양손에서 발사하는 파괴 광선이 무기로, 몸집이 작은 신체와 가볍고 민첩한 움직임을 살린 전법을 자랑으로 여긴다. 큰 목소리, 항상 침착하지 못한 움직임이 특징.
괴마계에서 가장 어둡고 추운 게드라역 출신이며, 태양의 빛이 넘치는 지구에 사는 인류를 미워하고 있다. 이러한 출신에서, 자신을 대대장으로 등용한 쟈크 장군에 대해서 평범치 않은 은의를 안고 있고, 지위에 대한 집착은 다른 3명 이상으로 강하다. 또 자신과 같이 순수한 크라이시스인이 아닌 가테존과도 결탁하는 경우가 많았다.
제42화에서 황제가 보낸 최종 시계 말소를 위해, 다른 대대장들이 배신당한 것에 분노를 느껴 스스로를 매개로 크라이스 요새의 에너지를 분신인 괴마이생수 게돌리돌에게 보내지만, 게돌리돌이 RX에게 쓰러져 에너지의 역류에 의해서 소멸해버린다.
- 다스마다 대령

지지부진하며 진행되지 않는 지구 침공에 인내심의 한계를 느낀 크라이시스 황제가 파견한 사찰관.
작전의 실패는 차례차례 황제에게 보고할 뿐만 아니라, 황제의 위광을 등에 업고 고압적으로 행동하고, 독단으로 대대장에게 처벌을 내리거나 스스로 작전을 입안 · 실행하거나 하는 등, 쟈크 장군의 지휘권에 간섭하는 행동도 눈에 띄었다. 그 때문에 쟈크 장군이나 4대 대장과의 사이는 험악하지만, 그의 등장으로 쟈크 장군과 4대 대장들의 결속이 강해진 면도 있다.
그 한편으로 전투력을 비롯한 실력도 높고, 가벼운 몸놀림과 애용하는 사벨로 RX에게 종종 도전한다. 또 RX의 약점이 킹스톤인 것을 밝혀내는 등, RX의 약점을 파악하는 일도 게을리하지 않는다.
그 정체는 크라이이스 황제의 분신인 것이 종반이 되어 밝혀져, 크라이스 요새의 내부에서의 전투를 거쳐 크라이시스 황제로서의 진정한 모습을 보인다.
또 코스튬의 디자인은, 「가면라이더」에 등장한 겔쇼커의 대간부인 블랙 장군을 모티브로 삼고 있다.
- 가로니아 공주

크라이시스 황제의 딸로, 목덜미에 황제의 딸의 증거인 점이 있다. 또 강력한 염동력을 사용할 수도 있다.
크라이시스 제국의 차기 황위계승자로서 황제의 세포 중의 하나에서 만들어져 양육계인 무론 박사의 지휘 아래, 크라이스 요새 내에서 특수한 성장 촉진 광선을 맞아 양육되고 있었다. 탄생하고 3달만에 6살까지 성장하고 있었지만, 어느 챱의 미스에 의해서 광선 발생 장치가 고장난 영향으로 소멸하게 된다.
양육계인 마리바론과 무론 박사는 대역이 되는 소녀를 찾아내, 소멸한 사실을 은폐하려고 했지만 실패로 끝나, 쟈크 장군이 황제에게 가로니아 공주는 RX에 의해서 암살되었다고 거짓 보고를 실시하는 결과가 되었다. 그 경우 왜 간부들의 책임이 불문이 되었는지는 불명.
또, 코타로와 황제가 회담에서 대치했을 때에도 이 일에 대해서는 전혀 언급하지 않고, 「Sir의 칭호를 준다」라고까지 발언하고 있다.
- 최강괴인 그란자이러스

RX 타도를 위해 크라이시스 황제가 보낸 최종 파괴 무기. 강대한 전투 능력을 가지고, 체내에는 거리 하나를 폐허로 만들 정도의 위력의 폭탄이 내장되어 있다.
RX나 10인 라이더의 공격을 아랑곳하지 않고, 작중에 등장한 적중에서는 유일하게 리볼 크래쉬도 저지할 정도의 실력의 소유자이기도 하다. 2번째 대결에서는 체내에 진입한 바이오 라이더에게 안쪽에서 공격받아 쓰러지지만, 그것 또한 RX와의 동귀어진을 노린 다스마다의 예측대로였다. 그러나 바이오 라이더는 물의 입자가 되어 폭발과 동시에 탈출했기 때문에, 작전은 실패로 끝난다. 상술한 대로 황제의 사자이기 때문에, 황제의 대리인인 다스마다의 명령 밖에 따르지 않는다.
덧붙여, 디자인은 이시노모리 쇼타로에 의한 것이다.
※쉐도우 문 / 아키즈키 노부히코
전작 「가면라이더 BLACK」에서의 BLACK의 숙적으로, 고르곰 신전의 붕괴에 말려들어 사망했다고 생각되고 있었지만, 모든 기억을 잃으면서도 기적적으로 살아남고 있었다.
부활한 당초는, BLACK(=코타로)에 대한 투쟁 본능만을 의지하여 각지를 헤매며 걷고 있었지만, RX 타도의 비장의 카드로서 쟈크 장군이 찾아내 크라이시스와 제휴해 RX 말살에 임했다. 대전 전에 RX의 능력을 리서치하는, 괴마이생수 매트보트를 교묘하게 계획을 세워 이용하는 등, 책략가적인 모습은 건재.
외관상으로는 특별한 변화는 없지만, 많은 문헌에는 고르곰 시절보다 파워업했다고 기술되고 있다. 사실, 이전에는 BLACK와 거의 호각이었지만, 본작에서의 등장시에는 훨씬 강화되었음이 분명한 RX를 고전시키고 있다. 새로운 능력으로서는, 전작에서 사용하고 있던 「사탄 사벨」을 대신해, 길고 짧은 2자루의 마검 「쉐도우 세이버」를 스스로의 힘으로 만들어내게 되었다.
RX와의 초전에서는, 사전에 RX의 싸움을 마이티 아이로 모니터 해 각 형태의 능력을 파악하는 것으로, RX의 각 형태를 완전히 봉인해 보였다. 이 싸움으로 RX를 궁지까지 몰아넣지만, 스스로의 대장의 자리를 염려한 게도리안 등의 개입으로 이길 기회를 놓친다. 이를 계기로 자신이 버리는 말로서 이용당하고 있었던 것을 깨달아 크라이시스를 배반. 그들을 향한 복수도 기해 독불장군으로서 활동하게 되었다.
RX와의 최종 대결에서 져, 크라이시스의 후지산 분화 계획을 RX에게 가르쳐주고 마지막 힘으로 인질이 된 아이들을 구출하고 숨이 끊어졌다. 이것이 노부히코의 마음을 되찾았기 때문인지 어떤지는 확실하지 않지만, 절명 후 노부히코의 모습으로 돌아와있다.

## 가면라이더
※가면라이더 BLACK RX 소개
본작품에 등장하는 가면라이더는 전작에 등장한 BLACK의 진화형이며, 크라이시스 제국의 습격에 의해 변신 기능이 파괴되어 우주 공간으로 추방당한 미나미 코타로의 체내에 깃든 킹스톤이 태양광선의 에너지에 의해서 진화해, 새로이 아래와 같은 「BLACK RX」로 다시 태어난 것이다. 또 크라이시스 제국과의 격전 중에, RX는 거기에 후술 하는 2개의 변신 능력을 체득. 당초는 RX 형태를 경유해서만 다단 변신이 가능했지만, 전개가 진행되는 것에 따라 어느 형태에서든 다른 형태로 변신하는 것이 가능해졌다.
중장갑 · 파워형의 로보 라이더에게는 원거리전 대응의 총, 기동성이 뛰어난 바이오 라이더에게는 근거리전용의 검이 장비되는 등, 다단 변신 형태는 모두 밸런스 잡힌 전력을 가지고 있다.
- 가면라이더 BLACK RX

「빛의 왕자」 「태양의 아들」이라는 이명을 가진 기본 폼. 신장 198.8 cm. 체중 88 kg. 점프력은 60m, 수중에서의 활동시간은 30분. 시속 315km로 달릴 수 있다. BLACK에 비해 꽤 갸름한 얼굴에 단단한 체격이 되어, 체색에는 일부 진한 녹색이 더해지고 있는 것 외에, 가슴에 있던 뱀과 보석이 도안화 된 세기왕의 문장은 「RX」라고 읽을 수 있는 형태로 바뀌고 있고, 변신에 임하여 취하는 포즈도 BLACK 때와는 완전히 차이가 난다.
변신 벨트 「선 라이저」는 지금까지의 킹스톤의 힘과 태양의 힘을 상징듯이, 더블 타이푼과 같은 형상을 하고 있다. 또 복부에 태양광을 도입해 축적하는 새로운 시스템 「선 버스크」가 갖춰져 있어 여기서 받아들인 태양광과 킹스톤의 파워가 만드는 하이브리드 에너지에 의해서, BLACK의 수배의 파워를 발휘하는 것 외에, 상당한 데미지를 받아도 태양광선을 받는 것으로 순식간에 회복한다. 킹스톤도 때때로 코타로에게 신탁처럼 어드바이스를 주기도 한다.
괴마계 등 태양광선을 쬐는 기간이 한정되는 장소에서 변신의 제한을 받는다고 하는 약점이, 초반에 특히 강조되고 있었지만, 후에 야간이라도 지장없이 변신하고 있는 묘사를 볼 수 있게 되었다. 또한, 또 하나의 치명적인 약점으로 리볼케인을 생성할 때, 킹스톤이 무방비가 되는 점이 있다. 이 밖에도 선 버스크가 파괴되면 능력이 큰폭으로 감퇴하지만, 태양광선과 킹스톤의 에너지에 의해 일순간에 재생하는 기능이 갖춰져 있다.
필살기는 에너지를 집중시킨 리볼케인으로 적의 신체를 관통해, 상대의 체내에 에너지를 흘려넣어 폭파시키는 「리볼 크래쉬」로, 극중에서 가장 다용되었다. 또 하나의 필살기로 라이더 킥의 3배의 위력을 가지는 「RX 킥」이 존재하지만, 이쪽은 주로 연결기로 사용되는 경우가 많다. 이 외에, BLACK이었던 무렵처럼 「킹스톤 플래시」를 쏘는 것도 가능하다.
- 로보 라이더

「슬픔의 왕자」「불꽃의 왕자」라는 이명을 가진 다단 변신 형태의 하나. 점프력은 48m, 수중에서의 활동시간은 30분.가슴의 문장은 「R2」 혹은 「Rr(RX Robo Rider)」이라고 읽을 수 있는 형태로 변화하고 있다. 마리바론에게 납치당한 사하라 사장의 딸 · 히토미의 생명을 눈앞에서 빼앗긴 RX의 깊은 슬픔에 킹스톤이 호응해, 두 번째 변신을 가져온 것으로, 이름대로 로봇같은 중량감이 있는 움직임이 특징으로, 민첩성은 떨어지지만, 높은 방어력과 강한 힘을 발휘한다.
흑과 황색을 주체로 한 바디 컬라가 특징으로, 전신의 피부가 내열 · 내충격성이 뛰어난 금속질의 장갑 「로보 폼」으로 변화하고 있다. 또, 불을 에너지로서 흡수할 수 있는 것 외에, 컴퓨터와의 하이퍼 링크 능력도 가지고 있다. 약점은 앞에 나온 민첩성의 저하 외에, 바디가 금속 분자를 포함하기 때문에, 강한 자력에 의해서 동작이 방해받는 일이 있는 점을 들 수 있다. 필살기는 볼틱 슈터에서 에너지탄을 발사하는 「하드 샷」. 또 이외에도 RX보다 1.25배 높은 위력의 강렬한 펀치 「로보 펀치」를 특기로서 다용한다.
- 바이오 라이더

「분노의 왕자」라는 이명을 가진 다단 변신 형태의 하나. 점프력은 72m. 수중에서의 활동시간은 무한. 가슴의 문장은 「R3」 혹은 「RB(RX Bio Rider)」라고 읽을 수 있는 형태로 변화하고 있다. 책략에 의해 로보 라이더의 파워로도 탈출 불가능한 방에 갇혀, 분노에 불탄 RX에게 킹스톤이 응해 세 번째 변신 능력을 가져온 것이다.
청과 은, 그리고 적을 기조로 한 바디 컬러를 특징으로, 로보 라이더와는 정반대로 준민한 움직임을 살려 싸운다. 최대의 특징은 신체가 액체 분자 구조를 가지고 있는 것으로, 신체를 액화하면 탄환이나 레이저 등의 물리 공격은 일절 통하지 않고, 좁은 장소에도 자유자재로 들어갈 수 있게 된다. 또 자신의 몸에 독소를 넣어 항체의 정제나, 인간의 세포와의 합체 등도 가능. 설정에서는 동물과 회화할 수 있는 능력도 있지만, 극중의 사용예는 없다. 수중에서의 활동시간이 무제한이라고 하는 특성도 있지만, 본편에서는 이것을 살릴 기회는 없었다. 극중에서는 거의 「무적」이라고 해도 좋을 존재였지만, 접근전(예를 들면 격투전)에 있어서의 타격은 무조건 흘려넘길 수 없는 것, 열에 약하기 때문에 불꽃을 사용한 공격이 골칫거리, 라고 하는 약점도 있다. 필살기로 바이오 블레이드에 의한 일섬 「스파크 커터」를 이용하는 것 외에 신체를 액화시켜 공중을 날아다니면서 상대를 공격하는 「바이오 어택」을 자랑으로 여긴다.

## 전용 툴
- 리볼케인

선 라이저에 의해서 빛을 결정화하는 것으로 생성되는 빛의 검 형태의 몽둥이(스틱). 전술한 리볼 크래쉬를 사용할 때에 이용되는 것 외에 적의 광선을 받아들이는 것도 가능. 최종회에서 크라이시스 황제의 촉수를 잘라내는 등, 드물게는 절단 무기로서의 사용도 있다. 리볼 크래쉬를 먹이고 뽑아낸 후에는 「R」의 글자를 그리듯이 턴다. 설정상으론 신축 자재로 채찍처럼 사용할 수 있거나 광탄을 발사하는 등의 기능도 가진 만능 무기이지만, 본편에서의 사용예는 없지만, 본작의 해외판인 「마스크드 · 라이더」에서는 마무리를 지을 때 광탄을 발사하고 있다. 또한 「가면라이더 디케이드」에서는, 합성에 의해 물색의 빛처럼 표현되고 있던 로드 부분이 은빛이거나(다만, 오리지널에서도 메타헤비전에서는, 쓰러트린 후에 일순간이지만, 은빛의 로드를 확인할 수 있다), 오리지널과는 반대의 구멍(오른쪽 구멍)에서 리볼케인을 꺼내고 있다는 연출상의 차이를 볼 수 있었다.(아마 오리지널의 RX 그 자체는 아닌 것을 나타내기 위한 연출일 것이다).
- 아크로밧타

「광기동 생명체」라고 불리는, 의사를 가진 오토바이형의 생명체. 전작의 최종 결전에서 BLACK를 원호해 자폭한 배틀 호퍼의 잔해가, RX의 진화에 호응해 진화재생한 것으로, RX의 든든한 파트너로서 활약했다. 최고 시속 750 km. 베이스차는 모토크로서와 동명인 시판 2사이클 수냉 오프 로드차인, 스즈키 RH250.
배틀 호퍼이었던 무렵은 임종에 처음으로 말을 했지만, 아크로밧타로 진화하고 나서는 유창하게 이야기를 할 수 있게 되었다. 더욱이 2단 변신한 RX가 탑승하는 것으로써, 스스로도 거기에 응해 변형하는 능력도 가진다. 단 시판차로의 위장 기능은 배틀 호퍼 때와 같이 가지고 있지 않고, 평상시는 폐공장에서 대기하고, RX의 호출에 따라 나타난다. 그 때문에 변신 전의 코타로는 전작처럼 시판의 오토바이를 사용하지만, RX에서는 스즈키 RGV250로 갈아 타고 있다.
동력원은 배틀 호퍼와 같은 「모트 크리스탈」. 장갑은 「솔라 지르콘」이라고 불리는 물질로 강화되어 광자를 분사하는 추진기 「포톤 버너」도 새롭게 갖춰졌다. 배틀 호퍼 때처럼, 라이더가 탑승하면 양자의 파워가 융합해, 솔라 지르콘에 파워를 충전해 사용하는 전력투구 「아크로밧트 번」은, 모든 장애물을 분쇄한다.
여담이지만, 「가면라이더 디케이드」27화에서의 객원 출연 종반, 코타로와 츠카사가 헤어지는 장면의 배경에는, 코타로가 타고 왔다고 생각되는 아크로밧타가 함께 비치고 있다.
- 라이드론

「빛의 차」 「중장기머신」이라고도 불리는, RX의 적색의 전용 4륜차로, 크라이시스 제국에서 황제의 정책에 반대해, 벽지를 떠돌고 있던 학자 · 왈드 박사의 설계도를 맡게 된 코우타로가 혼자힘으로 설계도대로 제작했다. 당초는 기동하지 않았지만, 과거 고르곰의 고래 괴인이 BLACK의 생명을 구한 「성스러운 바다의 동굴」로 옮겨져 「생명의 엑기스」를 얻어 기동해, 자신의 의지를 가져 사람의 말을 이해하고 회화도 할 수 있는 슈퍼 머신이 되었다.
최고 시속 1500km로, 지상뿐만이 아니라 물위, 물속, 게다가 땅속도 질주 해, 「라이딩 애로우」라고 불리는 전력투구기나, 괴마계와 지구를 왕래하는 능력도 가진다. 차체 앞부분에 「그란쳐」라고 하는 턱, 차체 상부에 「파일 엣지」라고 하는 톱 형태의 돌기를 갖추고, 땅속을 달릴 때의 굴착기나, 전투시의 무기로서 활용한다. 평상시는 아크로밧타와 함께 폐공장에 대기하고, RX의 콜로 어디든 나타난다.

## 필살기와 능력
- 리볼 크래쉬

리볼케인을 적에게 꽂아 빛 에너지를 체내에 확산시켜 폭사시키는 RX 최대의 필살기. 에너지의 분류 때문에 관통한 곳에서는 불꽃이 분출된다. 고공으로 점프해, 급강하와 함께 찌르거나, 아크로밧타를 타고 가속을 붙여 찌르거나, 떨어진 적에게 던져서 관통시키는 등의 바리에이션이 있다. 또한 「리볼 크래쉬」라고 하는 기술명이 극중에서 호칭된 적은 없다.
- RX 킥

BLACK 시절의 라이더 킥의 3배의 위력을 가진 고공에서의 필살 킥. 라이더 킥처럼 발끝 붉게 발광하지만, 큰 차이는 양다리로 차는 점. 뒤로 도는 공중 회전 뒤에 사용하거나, 신체에 비틀기를 더해 사용하거나 하는 등의 바리에이션이 존재하지만, 극중에서의 호칭은 「RX 킥」으로 변하지 않는다(호칭하지 않는 채 사용한 적도 몇 번인가 있다). 많은 경우 결정기라기보다는, 리볼케인을 사용하기 전에 적에게 데미지를 주기 위해서 사용되었지만, 가테존과의 최종 결전에서는 마무리의 일격이 되었다. 또한 발끝을 발광시키지 않는 통상 공격의 킥도, RX는 양다리로 차는 것이 보통이다
- 마크로 아이

BLACK의 멀티 아이가 진화한 능력. 멀티 아이의 망원, 광시야, 암시 외에, 투시 능력도 갖추고 있다.
- 킹스톤 플래쉬

BLACK 시절부터 있었던, 킹스톤 에너지를 방출하는 기술. 환술 · 요술을 깨는 기능은 건재하고, 제40화에서 유령으로 변한 챱의 정체를 밝혀냈다. 또한 「킹스톤 플래시」라는 호칭은 없지만, 제21화나 27화 등에서는 선 라이저에서의 발광에 의해서 적의 실체를 밝혀내거나 섬광으로 적을 기죽이거나 하고 있다.
- - 로보라이더 전용 툴

- 볼텍 슈터

오른쪽 허벅지 부근에서 빛을 결정화시켜 출현시키는 광선총. 설정상으로는 하드 샷 이외에도 포인트 슛, 오픈 슛, 선샤인 슛 등의 다채로운 광선을 발사할 수 있지만, 본편에서 구분하여 사용된 적은 없기 때문에 자세한 것은 미상.
- 로보이저

아크로밧타가 로보 라이더에 맞추어 모습을 바꾼 것. 두꺼운 장갑과 후부에 뒤를 향해 달린 발칸포를 갖추고, 아크로밧타도 능가하는 최고 시속 800km를 살린 고속 추적 능력이 특징. 베이스차는 아크로밧타와 같이 스즈키 RH250(크랭크 케이스의 형상으로부터 판단할 수 있다). 설정상으로는 레이저포도 장비하고 있지만, 본편에서는 미사용. 애초에 첫 등장인 제16화 이후에는 OP 이외에는 등장하고 있지 않다.
- - 로보라이더 필살기와 능력

- -     - 하드 샷

볼틱 슈터의 광탄으로 적을 관통하는 로보 라이더의 필살기. 초기에는 결정기로서 몇 번인가 이용되었다. 제19화를 마지막으로 결정기로서의 사용은 없고, 볼틱 슈터는 오로지 적에게 데미지를 주기 위해서만 사용되고 있었지만, 그 때의 공격이 하드 샷인지 어떤지는 확실하지 않다.
- -     - 로보 펀치

RX 펀치를 훨씬 더 능가하는 위력의 로보 라이더 형태에서의 펀치. 양주먹으로 사용하는 경우가 많다. 또 불꽃의 에너지를 흡수해, 펀치의 위력을 한층 더 높일 수도 있다. 메타헤비전에서 사용.
- -     - 순간변신

코타로는 순간적으로 로보 라이더로 변신하고, 즉시 원래의 모습으로 돌아올 수 있다. 이 프로세스는 크라이시스의 괴인들도 지각할 수 없을 정도로 순식간에 완료된다. 제20화에서 이 능력을 이용해 공격을 막으면서, 절명을 가장해 적의 눈을 속였다.
- - 바이오라이더 전용 툴

- -     - 바이오 블레이드

왼쪽 허리 부근에서 빛을 결정화시켜 출현시키는 가느다란 검. 일부의 자료에서는, 리볼케인이 변형한 것이라고 쓰여져 있다. 찌르기에 뛰어난 리볼케인에 비해, 이쪽은 절단 능력이 뛰어나다. 또, 빔 등의 에너지 공격에 대해서는 흡수 · 반사할 수 있어 방패처럼 사용할 수도 있다.
- -     - 마크 재버

아크로밧타가 바이오 라이더에 맞추어 모습을 바꾼 것. 스피드보다 오프 로드 주파성이 뛰어나고, 또 바이오 라이더처럼 액화 가능한 바디를 가진다. 극중에서는 첫 등장시를 포함해라 3번 사용되어, 로보이저보다는 출연이 많았. 베이스차는 앞의 2대와 같은 스즈키 RH250.
- - 바이오라이더 필살기와 능력

- -     - 스파크 커터

바이오 블레이드를 푸르게 섬광시켜, 좌에서 우로 올려베어 적을 양단 하는 바이오 라이더의 필살기. 도합 4체의 괴인을 격파한 것 외에, 제45화에서는 영계 괴인 군단을 전멸시키고 있다.
- -     - 액화 · 겔화

신체의 일부내지는 전체를 액체나 겔상으로 변화시키는 능력. 좁은 틈새로부터 탈출 · 잠입하거나, 구속 상태에서 이탈하거나, 적의 공격을 회피하는 등의 사용법이 있다. 또 이 상태로 공중을 날아다니고, 고속으로 적에게 전력투구 하는 「바이오 어택」(기술명의 호칭은 제22화만)은 높은 공격력을 자랑한다. 액화 · 겔화는 RX나 로보 라이더 상태에서도 순식간에 가능하고, 실체화했을 때에는 바이오 라이더의 모습이 되어있다, 라고 하는 패턴도 많다.
또 신체를 물의 입자 레벨까지 분해해, 그 상태에서 복원하는 것도 가능.
- -     - 항체 정제

체내에 넣은 독소의 항체를 정제 하는 능력. 제18화에서는 이 능력에 의해서 무사라비사라의 독에 대한 해독제를 만들어 냈다.
- -     - 세포 융합

자신의 신체를 세포 레벨까지 분해해, 통상의 인간의 세포와 일체화하는 능력. 그 인간에게 초인적인 전투 능력을 주는 것이 가능. 타인의 신체를 빼앗는 행위이기 때문에 인도적 관점에서 사용을 삼가고 있었지만, 제36화에서 비열한 바룬보룬의 계획을 부수기 위해서, 프로 복서 · 사와다의 승낙을 얻어 사용했다.
- -     - 마이크로화

액화한 후, 등신대의 적의 체내에 침입할 수 있는 레벨까지 신체를 축소하는 것이 가능. 제45화에서, 밖에서의 공격이 일절 통용되지 않는 그란자이러스를 쓰러트리는 마지막 수단으로 사용.

## 주제가
주제가
『가면라이더 블랙 RX』
- 작사:사하시 토시히코/작곡:카와무라 에이지/가수:미야우치 타카유키

엔딩 테마
『누군가가 너를 사랑하고 있다』
- 작사:하야시 테츠지/작곡:카와무라 에이지/가수:미야우치 타카유키

## 참고
- Ishimori@Style - Shotaro Ishinomori with Ishimori Productions Official Website
- The Real Kamen Riders - Fansite with information and photos from the older Kamen Rider series

| 이전 가면라이더 블랙 (1987.10.4 ‐ 1988.10.9) | 제9대 1980년대 가면라이더 시리즈 1988년 10월 23일 ~ 1989년 9월 24일 | 다음 영화 진 가면라이더 서장(프롤로그) (1992년) |